# 冒效鲁
冒效鲁（1909年—1988年），原名冒景璠，曾用名冒孝鲁，别号叔子，江苏如皋人，生于北京，中华民国外交官、中华人民共和国教授。

## 生平
冒效鲁是明朝冒辟疆的后裔，中华民国时期文化名人冒廣生的第三子。冒效鲁家学深厚，自幼学习经史，喜爱诗文。早岁诗作得康有为、陈宝琛等称赞。后来时常与叶恭绰、胡汉民、章士钊等人唱和。冒廣生写有“我有五男儿，璠也得吾笔”之句。
1925年，17岁的冒效鲁进入北京俄文专修馆学习，5年之后以第一名的学绩毕业，入哈尔滨法政大学。1933年随颜惠庆到中国驻苏联大使馆任秘书，并为大使担任翻译。在苏联期间，曾经参加高尔基主持的全苏作家大会。苏联汉学家阿列克谢耶夫院士称他是“平生所见华人中不可多得的通品。”冒效鲁通晓英语、法语、俄语等外语，其中水平最高的是俄语，曾校译过《成吉思汗》、《顿巴斯》、《屠格涅夫评传》等作品。
1934年徐悲鸿、蒋碧微夫妇到苏联办画展，冒效鲁任翻译，徐悲鸿在使馆当场画了幅竹马，画后要冒效鲁题诗，戈公振将诗和画一起寄到中国报纸上发表。布琼尼元帅通过冒效鲁获得了徐悲鸿的赠画。徐悲鸿离开苏联前，将画展中的一幅马送给了冒效鲁，并题“孝鲁贤兄诗人鉴存弟悲鸿时同客莫斯科”。
1935年，京剧大师梅兰芳应邀赴苏联演出。梅剧团在莫斯科的剧目和生活安排，都由梅兰芳委托戈公振、冒效鲁操办，并和苏联国家音乐舞台演奏协会商定剧目。冒效鲁为梅兰芳担任全程陪同及翻译，两人同去列宁墓献花圈。冒效鲁还为梅兰芳的演出提出了艺术建议。
1938年，冒效鲁奉调经欧洲回国，在法国马赛的船上，结识了钱锺书、杨绛夫妇，从此冒效鲁与钱锺书诗词唱和不断。钱锺书《槐聚诗存》和冒效鲁《叔子诗稿》中，同对方的唱和之作数量均居首位。良人虽然是数十年的好友，但同时又因对各家诗文的评价不同，而又是论敌。据说钱锺书《围城》里的人物董斜川便是以冒效鲁为原型。
抗日战争时期，1942年起，冒效鲁出任南京汪精卫政府的参事。钱钟书得知后，赋诗《答叔子》劝冒效鲁不要陷得太深。冒效鲁和诗《次答默存见寄》表示不会辜负钱钟书的良言。后来，冒效鲁又任汪精卫政府的行政督察专员，仍是挂名的闲职。抗日战争结束后，冒效鲁也没有受到任何指责与追查。
中华人民共和国成立后，冒效鲁获聘为上海复旦大学外语系教授，并兼任商务印书馆特约编辑、商业专科学校俄文教授。1958年，为支援安徽省创办安徽大学，冒效鲁奉调离开上海到安徽大学任教授，举家迁居合肥。86岁的老父亲冒廣生不舍得儿子冒廣生离开身边，放声痛哭，临行前全家到万象照相馆合影留念，这也是冒廣生一生最后一张照片。冒效鲁是第一批参与安徽大学建校的少数教授之一。在安徽大学任教期间，冒效鲁兼任中华诗词学会顾问，安徽省文学学会顾问，安徽省考古学会理事，太白楼诗词学会会长等职。
大跃进时期，冒效鲁将高等院校掀起的大学生摈弃旧教材而自编教材的做法，说成是“拆了七层教学大楼盖茅草房”，冒效鲁为此受到批判。巫宁坤是极右分子，自北京下调安徽大学，受到孤立，冒效鲁却敢于和他来往并成为好友。林兴夫妇从北京中华人民共和国外交部调到安徽大学，林兴是林则徐后裔、外交官林青的兄长，当时林兴夫妇在政治上被划入另类，受到压迫，只有冒效鲁和他们亲近。
1962年广州会议上，国务院总理周恩来作长篇报告《论知识分子问题》，肯定绝大多数知识分子“已经是工人阶级的一部分”，副总理陈毅表示“工人、农民、知识分子，是我们国家劳动人民中间的三个组成部分，他们是主人翁。”听了广州会议的传达后，对陈毅给知识分子脱帽加冕的说法，冒效鲁很高兴。当时的系主任预言：“老冒又翘尾巴了，将来还是要吃亏的。”1966年文革刚刚爆发，他就和大右派王恒守教授一起被安徽大学的领导作为靶子最早抛出。文革斗争残酷，但冒效鲁坚持不揭发别人。文革结束后，1985年春，他又收到了老朋友钱钟书的来信。
文革期间，1972年1月6日陈毅逝世后，冒效鲁写成《敬挽副总理仲弘先生》（仲弘先生指陈毅）一诗，后寄给周恩来。1974年1月1日，邓颖超的秘书赵玮来到医院看望陈毅夫人张茜。赵玮受周恩来委托，给张茜送来冒效鲁所写《敬挽副总理仲弘先生》一诗。周恩来在诗后写有：“张茜同志：这是如皋冒鹤亭老先生（已于一九五九年去世）之三子冒孝鲁来信附挽诗一首，送你一阅，祝新年好！周恩来一九七四年一月一日。”（据中共中央文献研究室编《周恩来年谱》载，1974年1月2日，周恩来到医院看望张茜。）
1988年，冒效鲁逝世，享年80岁。

## 家庭
- 父：冒廣生
- 妻：贺翘华（1913年—2008年），画家贺良朴的第三个女儿，1930年底与冒效鲁在北平结婚，婚礼由樊增祥主持。二人育有四子三女，其中最小的女儿是冒怀管，在冒廣生十一个孙女中排行第九，冒家人称“九姑娘”。贺翘华自幼随父亲学画，山水学四王，人物学陈老莲。17岁临摹石田、石谷的山水画卷，有张大千、谢稚柳等人题识。18岁前的作品曾在法国、日本展出。1930年代在莫斯科举办画展。1938年钱钟书赠诗《题叔子夫人贺翘华女士画册》：“绝世人从绝域还，丹青妙手肯长闲；江南劫后无堪画，一片伤心写剩山。”（见钱钟书诗集《槐聚诗存》）。据说钱钟书小说《围城》里的董斜川、董太太的原型就是冒效鲁、贺翘华，书中称：“董太太是美人，一笔好中国画。”贺翘华80多岁时，应红学家周汝昌邀请，仿齐白石笔法为《新红楼梦》一书绘制了《红楼梦断图》。[5]